# Institutet för socialforskning
Ej att förväxla med Institutet för social forskning (SOFI) i Stockholm.

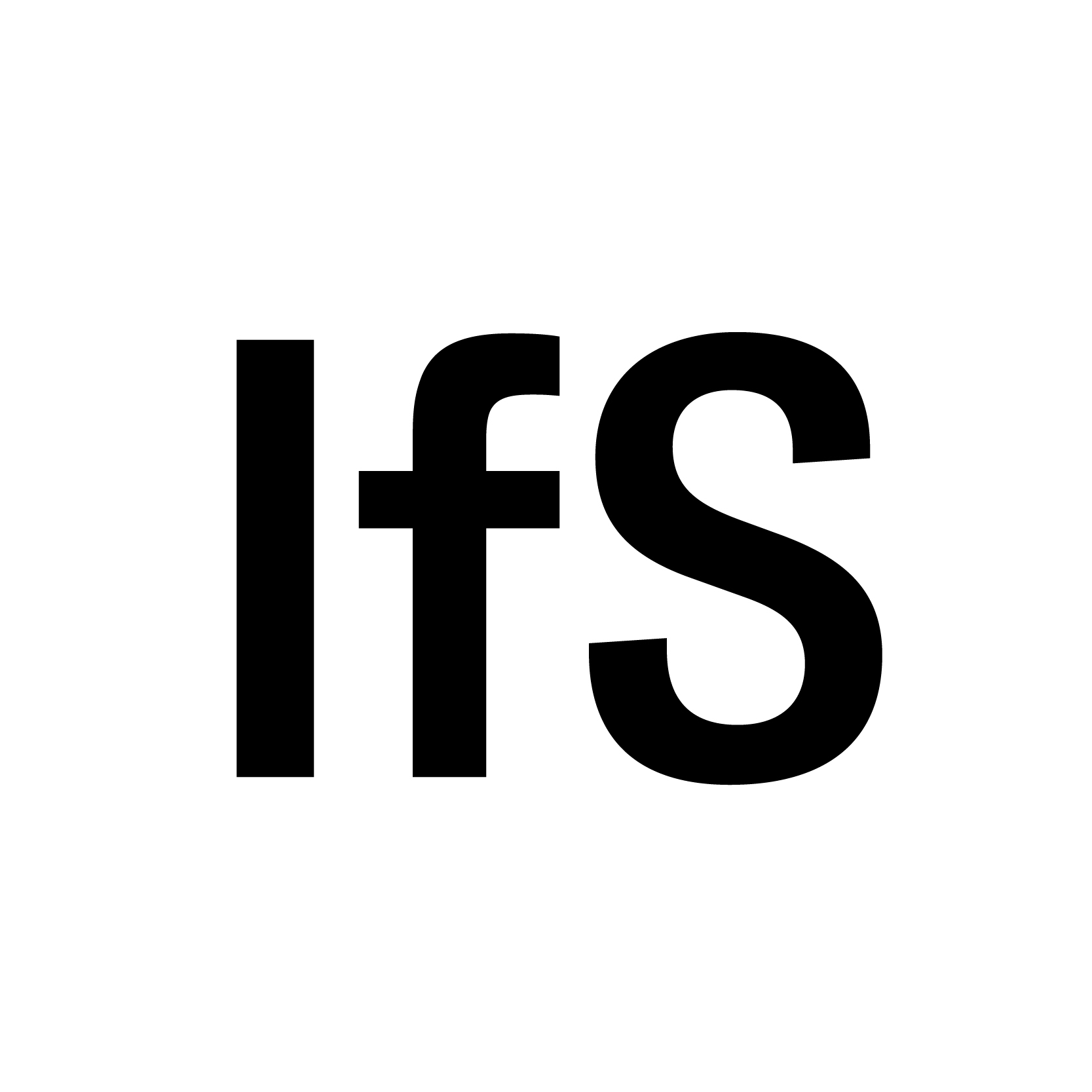
Logo Institut für Sozialforschung.

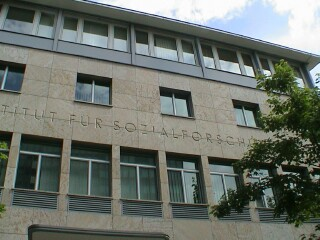
Institutet för socialforskning (Institut für Sozialforschung) på Senckenberganlage 26 i Frankfurt.

Institutet för socialforskning (tyska: Institut für Sozialforschung, IfS) är ett forskningsinstitut för sociologi och kontinental filosofi som är mest känt som den institutionella hemmiljön för Frankfurtskolan och kritisk teori. Institutet grundades i Frankfurt am Main 1923 av nationalekonomen Felix Weil och har sin hemvist vid Johann Wolfgang Goethe-Universität.

## 1923–1933
IfS grundades som ett institut med inriktning mot socialismens och arbetarrörelsens teori och historia. Felix Weil ordnade finansieringen av en byggnad åt institutet med medel från sitt modersarv, och finansieringen av personalkostnader och drift kom från hans far. I januari 1923 godkände det preussiska forskningsministeriet att ett forskningsinstitut inrättades, och att institutet också skulle ansvara för undervisning i ekonomi och samhällsvetenskap vid universitetet. I juni 1924 kunde institutet flytta in i sin nya byggnad vid Viktoria-Allee. Som förste föreståndare för institutet utsågs Carl Grünberg.
År 1930 tillträdde Max Horkheimer som föreståndare, och under hans ledning ändrades inriktningen till det som senare skulle betecknas som kritisk teori och Frankfurtskolan. Detta innebar att alla aspekter av samhället skulle undersökas som ett tvärvetenskapligt forskningsprojekt, snarare än att fokusera på ekonomiska frågeställningar som grund för sociala förhållanden. Denna inriktning samlade personer som Theodor W. Adorno, Walter Benjamin, Erich Fromm, Otto Kirchheimer, Leo Löwenthal, Herbert Marcuse, Franz Neumann och Friedrich Pollock.

## 1933–1945
Flera av de ledande personerna vid institutet var judar, vilket innebar att verksamheten inte kunde fortsätta efter det nazistiska maktövertagandet i januari 1933. Den 13 mars 1933 genomsöktes institutet av polis och stängdes. Den 3 april 1933 begärde universitetet hos den preussiska kulturministern att deras förbindelse med institutet skulle upphävas. En Gestapo-skrivelse av den 14 juli 1933 föreskrev att institutet skulle upphöra på grund av sina "statsfientliga strävanden".
Institutet lyckades dock flytta till Columbia University i New York, där det öppnade sin verksamhet 1934. Några av institutets medlemmar flyttade dock senare vidare till Kalifornien.

## 1946–
Hösten 1946 uttalade sig staden Frankfurt, det nya förbundslandet Hessen och universitetet uttryckligen för att få tillbaka institutet till Frankfurt. Efter inledande skepsis och diverse förhandlingar stödde Horkheimer idén om en återflytt. År 1950 återupprättades IfS som en privat stiftelse och blev även det sociologiska seminariet vid Frankfurtuniversitetets filosofiska fakultet. Den 14 november 1951 flyttade IfS in i sin nya byggnad.
Efter Horkheimers pensionering 1959 tog Theodor Adorno över ledningen av institutet och stannade på posten till sin död i augusti 1969.